# Palmiarnia Łódzka
Palmiarnia Łódzka – palmiarnia w Łodzi w Parku Źródliska (wpisanym do rejestru zabytków). Udostępniona dla zwiedzających w 1956 roku. Zawiera ok. 4,5 tys. okazów należących do ponad 1100 taksonów (czyli gatunków i odmian) z 65 rodzin. Kolekcja palm ściśle wiąże się z dziejami miasta. Palmiarnia uznawana jest za spadkobierczynię oranżerii fabrykantów i carskich urzędników. 

## Historia

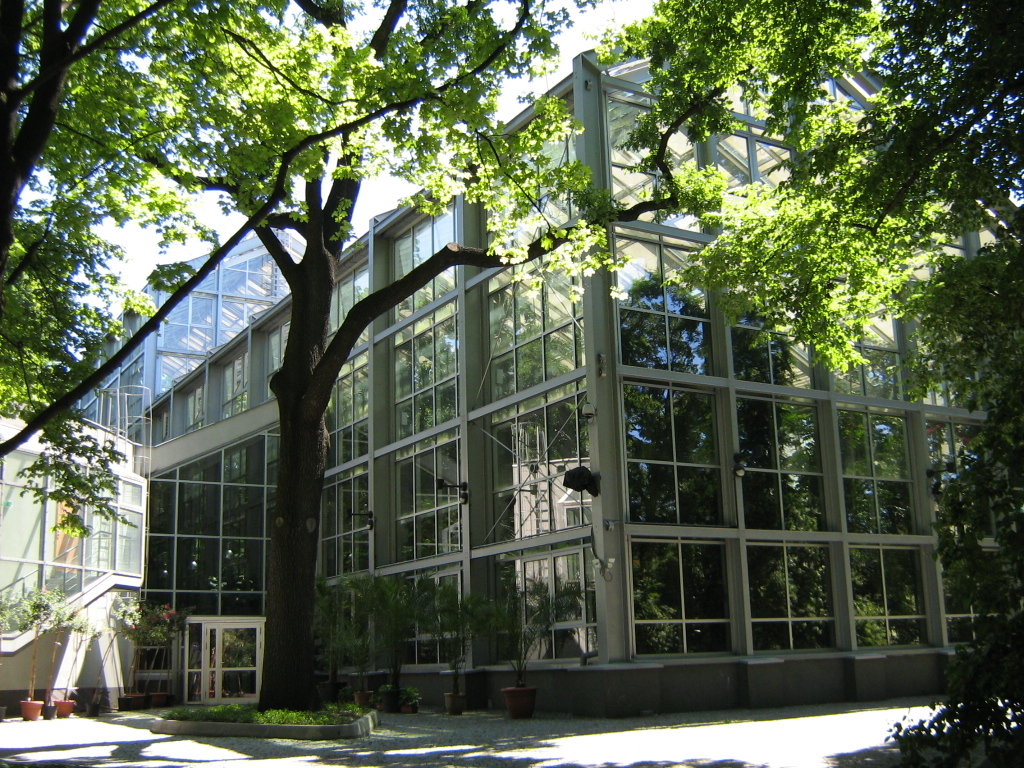
Budynek Palmiarni w Łodzi – wejście

Wraz z gwałtownym rozwojem przemysłowym w drugiej połowie XIX wieku obok fabryk włókienniczych powstawały w Łodzi pałace fabrykantów i ogrody z rzadkimi, cieplarnianymi roślinami. Kryzys gospodarczy w latach 20. XX wieku doprowadził do likwidacji oranżerii, i oddawania roślin szklarniom miejskim. Trafiły tam także zbiory pozostawione w czasach I wojny światowej przez uciekających z Łodzi carskich urzędników.
Wraz z upływem czasu rośliny przestawały się mieścić w szklarniach. Zdecydowano więc w 1955 r. o adaptacji budynku dawnej stołówki w Parku Źródliska. Podwyższono o kilka metrów dach, a donice z najwyższymi roślinami zagłębiono w grunt. Po remoncie 1 września 1956 roku palmiarnia została udostępniona publiczności.
Kolejna modernizacja i podwyższenie dachu miało miejsce w 1970 roku, ponieważ rosnące rośliny napierały na dach. Została też przeszklona górna kondygnacja.
Ostatni remont odbył się w latach 1999–2003. Został przeprowadzony na wniosek Wydziału Ochrony Środowiska, łódzkich przyrodników i dyrekcji Łódzkiego Ogrodu Botanicznego (który wraz z palmiarnią tworzy odrębną jednostkę), ze względu na katastrofalny stan budynku. Starą budowlę obudowano przeszkloną konstrukcją stalową, do której zamontowano po raz pierwszy w Polsce zewnętrzną, tzw. zintegrowaną ścianę grzewczą (połączenie ściany osłonowej z systemem grzewczym, gdzie w ramach okiennych płynie glikol). Autorami projektu byli Przemysław Cymerman i Jacek Dynarek z zespołem Galbeksu, a kurtynę dostarczyła niemiecka firma Gartner. Dopiero po wykonaniu tych prac rozebrano stare mury, ze względu na konieczność pozostawienia w modernizowanym obiekcie najstarszych roślin, zakorzenionych w podłożu. Całkowity koszt budowy wyniósł 31,6 mln zł.
Nowy obiekt nie tylko zapewnił optymalne warunki dla roślin, zmienił również całkowicie komfort pobytu zwiedzających. Wytyczono alejki wyłożone kostką (jedna z nich prowadzi przez mostek), są zatoczki z ławeczkami, na których oglądający mogą odpocząć, są ciekawie zaaranżowane oczka wodne, strumień i grota, którą zbudowano z oryginalnych tufów wulkanicznych. Jest sala dydaktyczna umożliwiająca prowadzenie zajęć edukacyjnych, jest przestronny hall oraz kawiarenka na piętrze z widokiem na kolekcję śródziemnomorską. Znajdują się tu także akwaria z rybami. Działa też kwiaciarnia, w której można kupić egzotyczne rośliny.
21 marca 2013, w pierwszym dniu kalendarzowej wiosny, przed wejściem do Palmiarni uroczyście odsłonięto pomnik Wróbelka Ćwirka, będący siódmą rzeźbą stworzoną w ramach projektu Łódź Bajkowa.

## Rośliny

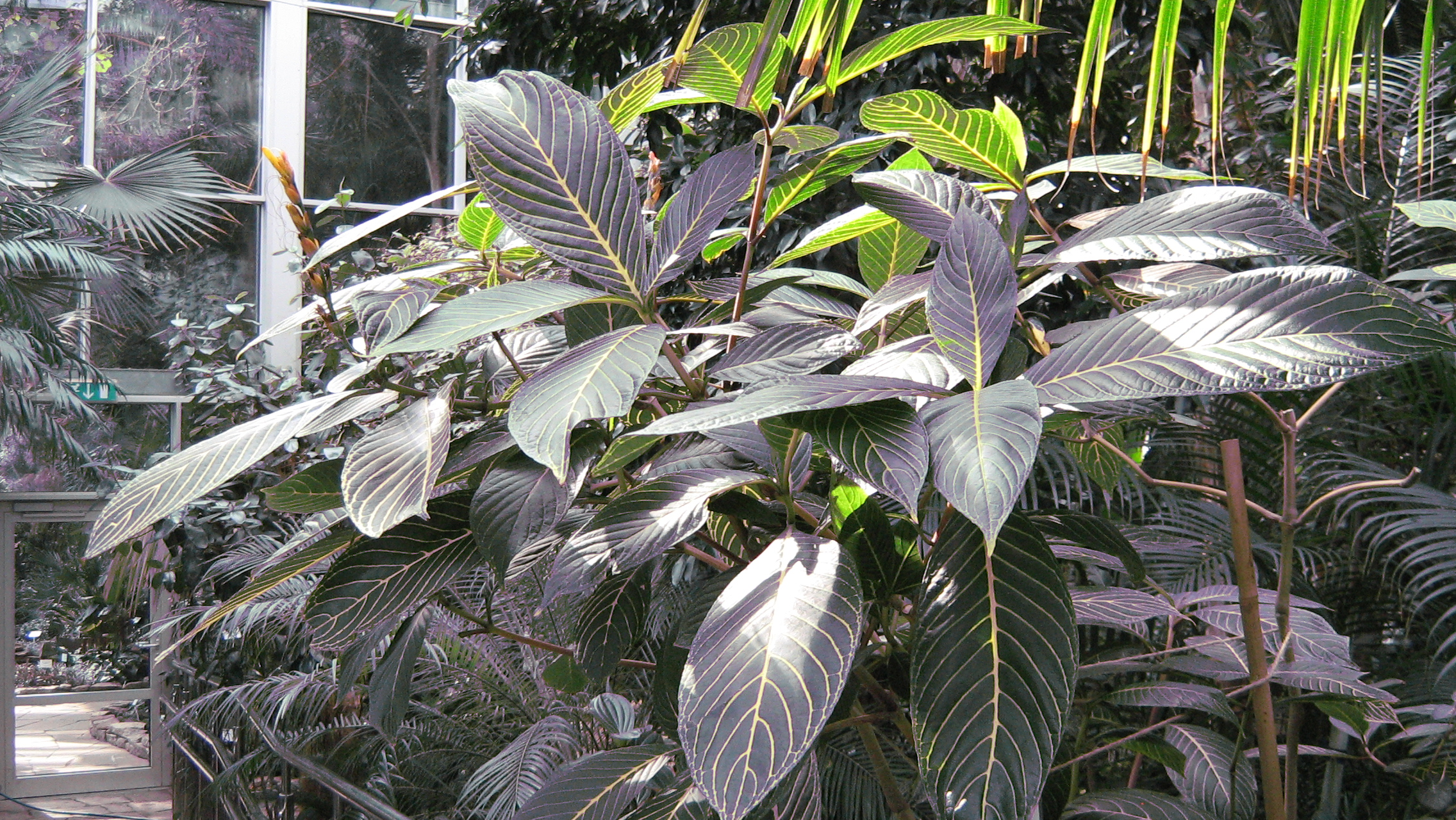
Sanchezia szlachetna

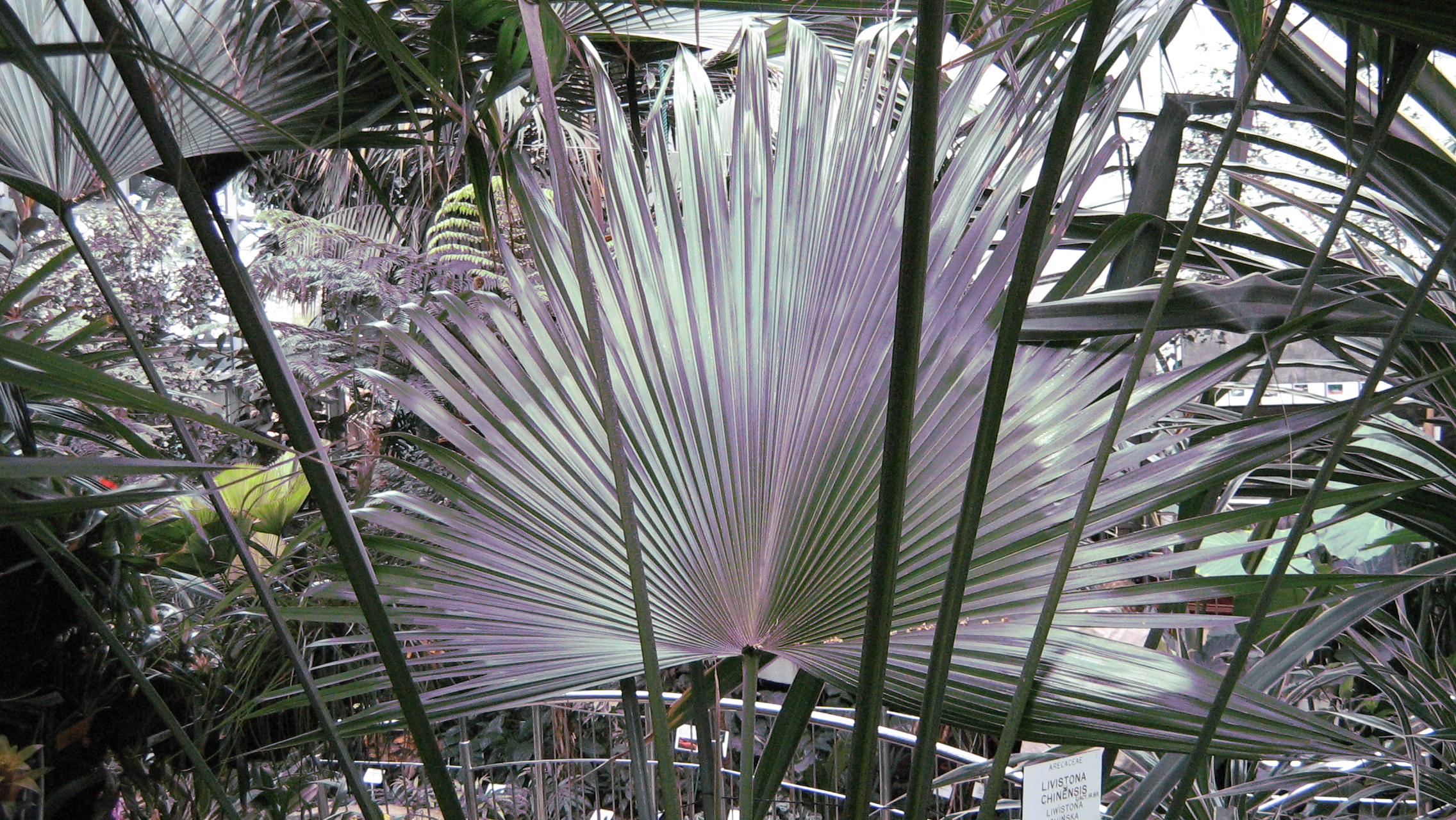
Liwistona chińska

Cała palmiarnia została podzielona na trzy niezależne części – pawilon śródziemnomorski, tropikalny oraz pomieszczenie z bogatą kolekcją kaktusów. Każda z tych części posiada odmienne warunki klimatyczne, za które odpowiada komputer (który automatyczne steruje nawet otwieraniem lub zamykaniem okien). Przed wejściem do każdego z pomieszczeń wisi elektroniczna tablica z temperaturą i wilgotnością powietrza, jaka jest w następnym pomieszczeniu.
W pawilonie dla roślin strefy klimatu śródziemnomorskiego oglądać można m.in. ponad 130-letnie palmy, cytrusy, wawrzyny, rozmaryny, laury i laurowiśnie, gardenie, mirty, araukarie czy lawendy. W kolejnym z roślinami tropikalnymi prezentowane są bromelie, liany, palmy kokosowe, pandany, figowce, filodendrony, duża kolekcja storczyków i paproci. Ostatnie pomieszczenie to zbiór roślin pustynnych – kaktusy i inne sukulenty, kilkumetrowe opuncje, aloesy, pałczaki, kliwie, kalle oraz sansewierie.
W palmiarni uprawianych jest ok. 4,5 tys. okazów roślin należących do ponad 1100 taksonów (gatunków i odmian) z 65 rodzin botanicznych, m.in. takich jak:
- kaktusowate,
- wilczomleczowate,
- gruboszowate,
- begoniowate,
- obrazkowate (gatunki z rodzaju filodendron i anturium),
- marantowate
- pieprzowate (m.in. 45 taksonów z rodzaju peperomia),
- storczykowate (ponad 300 taksonów)
- paprotniki (42 gatunki).

Kolekcja ponad 130-letnich palm obejmuje 18 gatunków (niektóre z nich osiągnęły wysokość 18 m). Wiek największych sagowców szacowany jest na około 90 lat.

## Ogródek dydaktyczny

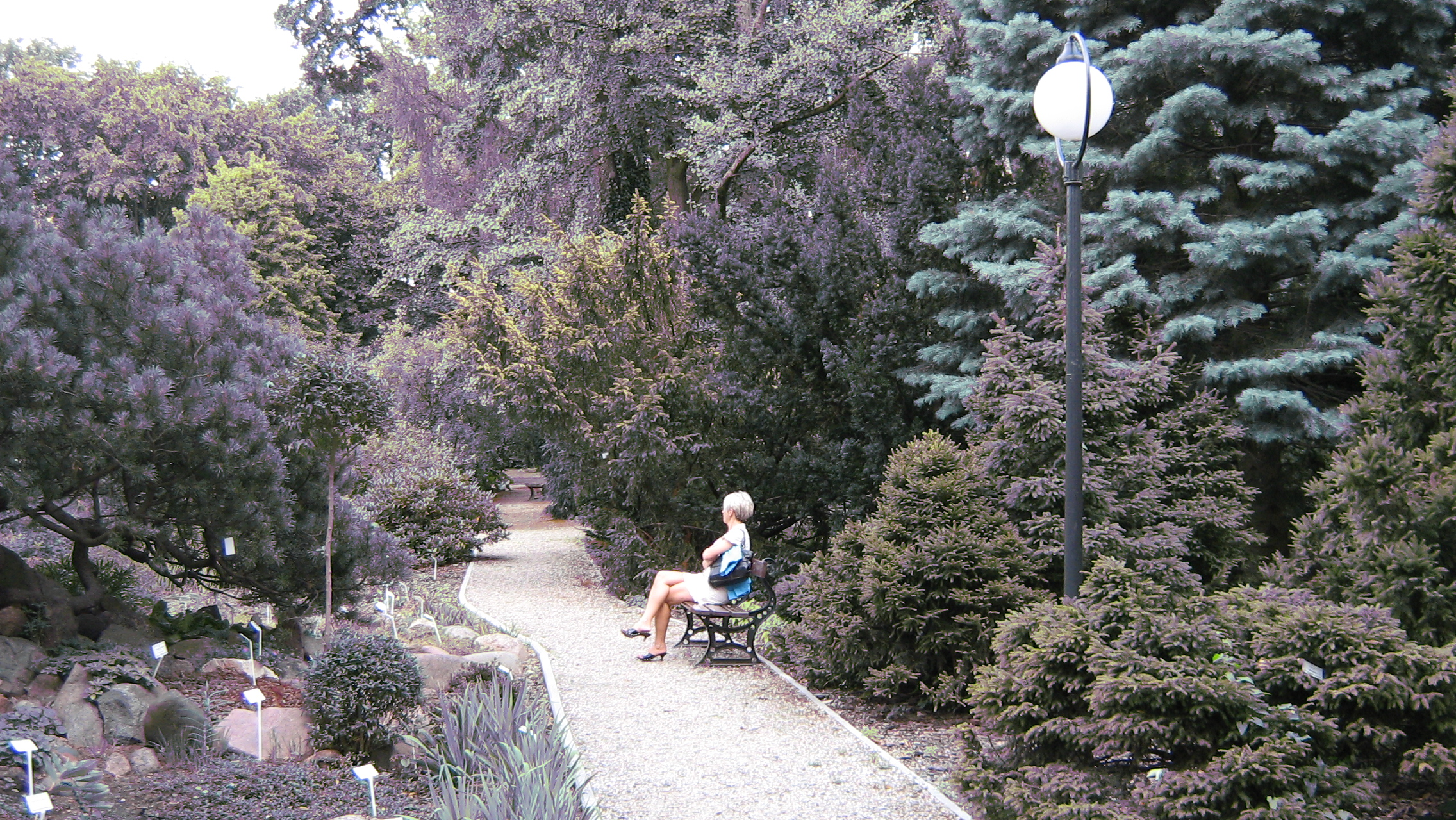
Ogród dydaktyczny Palmiarni Łódzkiej

W połowie września 2006 roku oddano dla zwiedzających, tuż obok palmiarni, ogródek dydaktyczny, przypominający ogród angielski. Na terenie 3,5 tys. m² rosną tu m.in. sekwoje, metasekwoje, dawidia chińska (zwana drzewem chusteczkowym), kryptomerię japońską, rzadkie odmiany sosen i świerków, miłorzęby dwuklapowe, a także kolekcję wrzosów, wrzośców, rododendronów i azalii.
Ogródek dydaktyczny powstał w Parku Źródliska już w latach 20. XX wieku. Początkowo był własnością wydziału oświaty łódzkiego magistratu, a następnie należał do Uniwersytetu Łódzkiego. W 2005 roku został przekazany Łódzkiemu Ogrodowi Botanicznemu. W czasie renowacji zmieniono układ alejek, zbudowano fontannę, altankę i postawiono zabytkowe latarnie. Ogródek dydaktyczny jest dostępny tylko dla zwiedzających palmiarnię (wejście przez pawilon dla roślinności twardolistnej).